# جنه آیکو
جینه آیکو افورو چیلومبو (‎/dʒəˈneɪ ˈaɪkoʊ/‎ ; متولد ۱۶ مارس ۱۹۸۸) خواننده و ترانه‌سرای آر اند بی آمریکایی اهل لس آنجلس، کالیفرنیا است. آیکو حرفه موسیقی خود را در سال ۲۰۰۲ به عنوان خواننده پشتیبان و اجرای موزیک ویدیو برای گروه آر اند بی B2K آغاز کرد. اولین آلبوم او که قرار بود در سال ۲۰۰۳ از طریق لیبل اپیک رکوردز منتشر شود، به دلیل ادامه تحصیل آیکو کنار گذاشته شد.
در سال ۲۰۰۴، زمانی که آیکو ۱۶ ساله بود، زمانی که در کلیسای پنطیکاستی انجیلی چهار ضلعی غسل تعمید یافت.

## آهنگ‌شناسی
- از روح خارج شد (۲۰۱۴)
- سفر (۲۰۱۷)
- چیلومبو (۲۰۲۰)